# Jitka Bartoničková
Jitka Bartoničková (pronunciació: ˈjɪtka ˈbartoɲɪtʃkovaː); va néixer el 22 de desembre de 1985) és una velocista de la República Txeca.

## Millors marques
| Prova      | Temps (sec) | Seu       | Data                 |
| ---------- | ----------- | --------- | -------------------- |
| 60 metres  | 7.75        | Praga     | 21 de febrer de 2006 |
| 100 metres | 12.12       | Pardubice | 3 d'agost de 2006    |
| 150 metres | 17.88       | Praga     | 9 de maig de 2006    |
| 200 metres | 24.05       | Kladno    | 5 de juliol de 2009  |
| 300 metres | 37.95       | Praga     | 9 de maig de 2006    |
| 400 metres | 52.91       | Göteborg  | 8 d'agost de 2006    |

## Assoliments
| Any  | Competició                 | Seu       | Posició | Esdevenimet     | Notes   |
| ---- | -------------------------- | --------- | ------- | --------------- | ------- |
| 2006 | Campionat d'Europa         | Göteborg  | 19ena   | 400 m           | PB      |
| 2010 | World Indoor Championships | Doha      | 3a      | 4x400 m         |         |
| 2010 | Campionat d'Europa         | Barcelona | 17ena   | 400 m           |         |
| 2011 | Campionat del món          | Daegu     | 7ena    | 4x400 m relleus | 3:26.57 |